# STAR (détecteur)
Pour les articles homonymes, voir STAR.

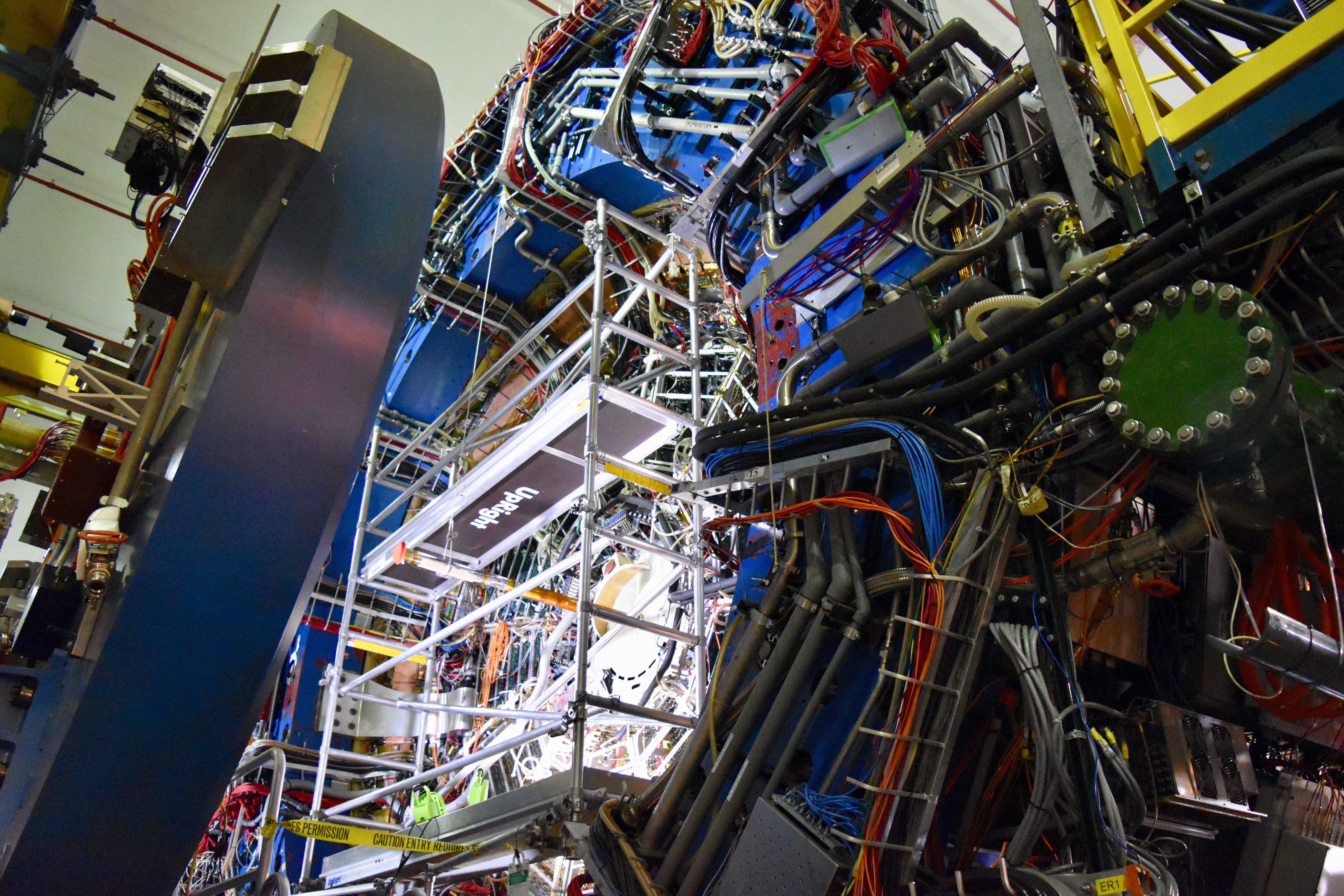
Détecteur STAR

Le détecteur STAR (pour Solenoidal Tracker au RHIC) est l'une des quatre expériences du collisionneur d'ions lourds relativistes (RHIC) du Brookhaven National Laboratory, aux États-Unis,,.
L'objectif scientifique principal de STAR est d'étudier la formation et les caractéristiques du plasma quark-gluon (QGP), un état de la matière qui existerait à des densités d'énergie suffisamment élevées. Détecter et comprendre le QGP permet aux physiciens de mieux comprendre l'Univers dans les secondes qui ont suivi le Big Bang, lorsque les symétries (et asymétries) actuellement observées de l'Univers ont été établies.
Contrairement à d'autres expériences de physique où une prédiction théorique peut être testée directement par une seule mesure, STAR doit utiliser une variété d'études simultanées afin de tirer des conclusions solides sur le QGP. Cela est dû à la fois à la complexité du système formé lors de la collision nucléaire à haute énergie et au paysage inexploré de la physique étudiée. Pour cela STAR se compose de plusieurs types de détecteurs [essentiellement des chambres de projection temporelle (TPC)  (encore appelée « chambre à dérive ») dont l'ensemble couvre un grand angle solide] chacun spécialisé dans la détection de certains types de particules ou caractérisant leur mouvement. Ces détecteurs fonctionnent ensemble avec une acquisition avancée de données et une analyse physique ultérieure qui permet de faire des déclarations définitives sur la collision.

## La physique de STAR
Immédiatement après le Big Bang, la matière en expansion était si chaude et dense que les protons et les neutrons ne pouvaient pas exister. Au lieu de cela, le premier univers comprenait un plasma de quarks et de gluons, qui dans l'univers froid d'aujourd'hui sont confinés et n'existent que dans des particules composites (états liés) « les hadrons », tels que les protons et les neutrons. Les collisions de noyaux lourds à des énergies suffisamment élevées permettent aux physiciens d'étudier si les quarks et les gluons deviennent déconfinés à des densités élevées et, dans l'affirmative, quelles sont les propriétés de cette matière (c'est-à-dire celle du plasma quarks – gluons).
En particulier, STAR étudie le mouvement collectif de la matière chaude quark-gluon, telle que le flux elliptique. Cela permet d'extraire les coefficients de transport qui caractérisent la matière quark-gluon, y compris le cisaillement et la Viscosité_de_volume, ainsi que d'étudier les phénomènes quantiques macroscopiques, tels que l'effet magnétique chiral.